# 668-й штурмовой авиационный полк
668-й штурмовой авиационный полк  — воинская часть вооружённых сил СССР в Великой Отечественной войне.

## Военная история
Сформирован 23 июля 1943 года путём переформирования 668-го ночного ближнебомбардировочного авиационного полка.
В составе действующей армии с 23 июля 1943 года по 13 января 1945 года, всего 541 день.
Одновременно с переформированием полк перевооружён самолётами Ил-2. Формирование полка, обучение лётного и технического состава на самолёте Ил-2 проходит с августа 1943 года по март 1944 года на аэродроме Кондоручей вблизи деревни Ендогуба Беломорского района Карелии. На начало марта 1944 года полк состоит из 3-х эскадрилий и имеет в своём составе 21 самолёт.
С 14 по 23 марта 1944 года переброшен на Кандалакшское направление, на аэродром Пинозеро. Наземные эшелоны с техническим персоналом и техникой прибывают на станцию Кандалакша 17 марта 1944 года. 19 самолётов полка перелетают на аэродром Пинозеро через аэродромы Подужемье и Гремяха в течение 22 - 23 марта. С 5 апреля 1944 года боевые действия авиации на Кандалакшском направлении временно прекращаются в связи с отменой Командующим Карельского фронта наступательной операции 19-й армии. 13 апреля 2 эскадрильи 668-го шап перебазированы на аэродром Африканда, а в начале мая – на аэродром Кондоручей.
В начале июня 1944 года полк переподчиняется 1-й гвардейской смешанной авиационной дивизии 7-й воздушной армии и принимает участие в Свирско-Петрозаводской операции на Медвежьегорском направлении. К этому моменту в полку было 40 самолётов Ил-2 и 30 боевых экипажей. С 23 июня поддерживает наступление 176-й и 289-й стрелковых дивизий 32-й армии в направлении населённого пункта Суоярви с целью освободить г. Медвежьегорск, населённые пункты Совдозеро, Поросозеро и выйти на государственную границу СССР с Финляндией в районе Куолисмы. Лётчики полка подавляют артиллерию противника при форсировании р. Суна, уничтожают живую силу врага при взятии укреплённого узла финских войск в районе населённого пункта Поросозеро. При активной поддержке с воздуха советские войска 23 июня освобождают г. Медвежьегорск, 7 июля — н.п. Совдозеро, 15 июля — н.п. Поросозеро. С 15 по 30 июля 1944 года поддерживает войска 313-й и 368-й стрелковых дивизий 32-й армии в районе населённых пунктов Суоярви, Ягляярви, Толваярви. Затем вновь поддерживает 176-ю и 289-ю стрелковые дивизии. До 04 августа 1944 года лётчики полка осуществляют боевые вылеты, бомбардируют и штурмуют войска и огневые средства противника в приграничной зоне с Финляндией, в том числе и на её территории. При их участии освобождены населённые пункты Суоярви, Ягляярви, Лиусвара, Кудом Губа и осуществлён выход на государственную границу СССР с Финляндией. В ходе Свирско-Петрозаводской операции боевые вылеты выполняются отдельными эскадрильями полка с аэродромов Кондоручей, Сегежа, Сумеречи и Сопуха.
В конце июля 1944 года отдельные экипажи полка переориентируются на Ребольское направление. С 04 августа 1944 года полк базируется на аэродроме Сегежа и до 16 августа 1944 года в полном составе поддерживает наступление войск 27-й стрелковой дивизии в районе населённых пунктов Мергуба, Еловая-Гора, Новая Тикша, Андронова-Гора, Муйозеро. Осуществляет бомбоштурмовой удар по аэродрому Тикшозеро, уничтожает технику и живую силу отступающего противника на дорогах и переправах.
После завершения боевых действий на Ребольском направлении полк переподчиняется 261-й смешанной, в последующем штурмовой авиационной дивизии и 5 сентября 1944 года 23 Ил-2 полка перелетают с аэродрома Сегежа через аэродромы Лоухи и Африканда на аэродром Шонгуй в Заполярье, а 30 сентября — на аэродром Ура-Губа.
С 7 октября 1944 года принимает участие в Петсамо-Киркенесской операции, поддерживает наступление войск 131-го стрелкового корпуса. Боевые действия ведёт с аэродромов Ура-Губа и Луостари. При поддержке полка освобождены населённые пункты Луостари, Петсамо, Маятало, Сальмиярви, Киркенес и осуществлён выход на государственную границу СССР с Норвегией.
По окончании операции в боях не участвует. Базируется в Заполярье, с 10 ноября 1944 года - на аэродроме Луостари, с 7 мая 1945 года — на аэродроме Шонгуй, с 21 августа 1945 года — на аэродроме Африканда.
Полк с 23 июня 1944 года в период Свирско-Петрозаводской операции и Петсамо-Киркенесской операции по разгрому 20-й Лапландской армии на Мурманском направлении производит 578 боевых вылетов. В результате противнику нанесён следующий ущерб: уничтожено и повреждено самолётов в воздушном бою — 7 и на аэродромах — 17, артиллерийских батарей полевых — 24, ЗА — 3, МЗА — 31, миномётных батарей — 17, автомашин — 179, из них ЗП установка — 1, тракторов — 8, бензозаправщиков — 2, пулемётных точек — 27, складов разных — 25, домов и бараков — 86, землянок — 10, ДЗОТов и ДОТов — 12, лошадей с повозками — 62, истреблено живой силы противника свыше полтысячи человек.
Боевые потери полка составили 13 лётчиков, 12 воздушных стрелков, 19 самолётов Ил-2. После окончания войны стало известно, что из них 3 лётчика выжив, попали в плен и затем были освобождены.
В период боевой работы полка с 23 июня по 20 октября 1944 года в Свирско-Петрозаводской и Петсамо-Киркенесской операциях было награждено правительственным наградами 116 человек, из них орденом Красного Знамени — 14 чел., орденом Красной Звезды — 35 чел., орденом Отечественной войны ІІ степени — 18 чел., орденом Славы — ІІІ степени — 3 чел., медалью «За отвагу» — 19 чел., медалью «За боевые заслуги» — 27 чел. Присвоение очередных воинских званий лётному составу — 40 чел., техническому составу — 19 чел.
24 июня 1945 года в г. Москве 12 лётчиков полка в составе 102 лётчиков 3-го батальона Сводного полка Карельского фронта взяли участие в Параде Победы.

## Послевоенная история
Предположительно в июле 1946 года переформирован в 668-й бомбардировочный авиационный полк, в/ч 23330, и в 1951 году организационно вошёл в состав 132-й бомбардировочной Севастопольской авиационной дивизии. До 19 мая 1954 года базировался на аэродроме Коломыя (УКЛО / UKLO, Ивано-Франковская обл. УССР).
С 1954 по 1956 годы полк базировался на аэродроме Вернойхен в Восточной Германии (ГДР). В 1956 году перелетел на аэродром Финов. В 1967 году полк находился на аэродроме Бранд. В июле 1968 года полк перелетел в Латвию, на аэродром Тукумс.
На вооружении полка были: Ил-28 (1951—1965 гг.); Як-28И/Л (1965—1976 гг.), Як-28ПП — 2-я АЭ, Су-24 (с 1976 г.).
10 декабря 1989 года 132-я бомбардировочная Севастопольская авиационная дивизия и её полки переданы под юрисдикцию Краснознамённого Балтийского флота. 668-й бомбардировочный авиационный полк переименован в 668-й морской штурмовой авиационный полк.
В 1991 году 668-й морской штурмовой авиационный полк в ходе организационно-штатных мероприятий переформирован в 240-й гвардейский морской штурмовой авиационный полк (гв. МШАП). Эти мероприятия были направлены на сохранение традиций и выполнялась передача почётных наименований от расформированных частей прославленной 57-й морской ракетоносной дивизии.
В 1993 году 240-й гв. МШАП и 392-й ОДРАП переформированы в новый 240-й гвардейский Краснознамённый Севастопольско-Берлинский инструкторско-исследовательский смешанный авиационный полк ВВС ВМФ на разнородной технике (с изменением условного наименования на в/ч 56138). Полк стал базироваться на аэродроме Веретье г. Остров Псковской области и организационно подчинялся начальнику 444-го Центра боевого применения и переучивания лётного состава ВВС ВМФ РФ (ЦБП и ПЛС ВВС).
1 декабря 2009 года 444-й ЦБП и ПЛС ВВС и ПВО ВМФ, 240-й гвардейский Краснознамённый Севастопольско-Берлинский инструкторско-исследовательский смешанный авиационный полк и части обеспечения на аэродроме Веретье были расформированы.

## Подчинение полка в годы войны
| Дата           | Фронт (округ)             | Армия                | Корпус | Дивизия                                       | Примечания |
| -------------- | ------------------------- | -------------------- | ------ | --------------------------------------------- | ---------- |
| 1.8.1943 года  | Карельский фронт          | 7-я воздушная армия  | -      | 260-я смешанная авиационная дивизия           | -          |
| 1.9.1943 года  | Карельский фронт          | 7-я воздушная армия  | -      | 260-я смешанная авиационная дивизия           | -          |
| 1.10.1943 года | Карельский фронт          | 7-я воздушная армия  | -      | 260-я смешанная авиационная дивизия           | -          |
| 1.11.1943 года | Карельский фронт          | 7-я воздушная армия  | -      | 260-я смешанная авиационная дивизия           | -          |
| 1.12.1943 года | Карельский фронт          | 7-я воздушная армия  | -      | 260-я смешанная авиационная дивизия           | -          |
| 1.1.1944 года  | Карельский фронт          | 7-я воздушная армия  | -      | 260-я смешанная авиационная дивизия           | -          |
| 1.2.1944 года  | Карельский фронт          | 7-я воздушная армия  | -      | 260-я смешанная авиационная дивизия           | -          |
| 1.3.1944 года  | Карельский фронт          | 7-я воздушная армия  | -      | 260-я смешанная авиационная дивизия           | -          |
| 1.4.1944 года  | Карельский фронт          | 7-я воздушная армия  | -      | 260-я смешанная авиационная дивизия           | -          |
| 1.5.1944 года  | Карельский фронт          | 7-я воздушная армия  | -      | 260-я смешанная авиационная дивизия           | -          |
| 1.6.1944 года  | Карельский фронт          | 7-я воздушная армия  | -      | 1-я гвардейская смешанная авиационная дивизия | -          |
| 1.7.1944 года  | Карельский фронт          | 7-я воздушная армия  | -      | 1-я гвардейская смешанная авиационная дивизия | -          |
| 1.8.1944 года  | Карельский фронт          | 7-я воздушная армия  | -      | 1-я гвардейская смешанная авиационная дивизия | -          |
| 1.9.1944 года  | Карельский фронт          | 7-я воздушная армия  | -      | 261-я штурмовая авиационная дивизия           | -          |
| 1.10.1944 года | Карельский фронт          | 7-я воздушная армия  | -      | 261-я штурмовая авиационная дивизия           | -          |
| 1.11.1944 года | Карельский фронт          | 7-я воздушная армия  | -      | 261-я штурмовая авиационная дивизия           | -          |
| 1.12.1944 года | -                         | 14-я отдельная армия | -      | 261-я штурмовая авиационная дивизия           | -          |
| 1.1.1945 года  | -                         | 14-я отдельная армия | -      | 261-я штурмовая авиационная дивизия           | -          |
| 1.2.1945 года  | Беломорский военный округ | -                    | -      | 261-я штурмовая авиационная дивизия           | -          |
| 1.3.1945 года  | Беломорский военный округ | -                    | -      | 261-я штурмовая авиационная дивизия           | -          |
| 1.4.1945 года  | Беломорский военный округ | -                    | -      | 261-я штурмовая авиационная дивизия           | -          |
| 1.5.1945 года  | Беломорский военный округ | -                    | -      | 261-я штурмовая авиационная дивизия           | -          |

Примечания
1. ЦАМО РФ, Фонд 260 САД, Опись 1, Дело 2, Исторический формуляр 260 САД.

## Командиры[1]
| Фамилия                      | Звание        | Период                |
| ---------------------------- | ------------- | --------------------- |
| Аринин Иван Игнатьевич       | мл. лейтенант | 23.07.1943-03.09.1943 |
| Архипенко Тимофей Николаевич | майор         | 03.09.1943-05.04.1944 |
| Ерёмин Василий Павлович      | майор         | 05.04.1944-08.02.1946 |
| Тарасов Н.                   | капитан       | 09.02.1946-15.04.1946 |

## Память
10 июля 1997 года вблизи деревни Совдозеро Суоярвского района Карелии у дороги рядом с деревенским кладбищем на месте посадки 10 июля 1944 года повреждённого самолёта лейтенанта Сафронова Михаила Даниловича установлен Памятный знак шести экипажам 668-го штурмового авиаполка, не вернувшимся из боевых вылетов в период Свирско-Петрозаводской операции.

## Базирование
| Период времени          | Место базирования                                                                                  |
| 23.07.1943-19.03.1944   | аэродром Кондоручей (возле д. Ендогуба Беломорского района Карелии)                                |
| 19.03.1944-23.03.1944   | аэродром Подужемье (две эскадрильи)                                                                |
| 23.03.1944-?            | аэродромы Лоухи, Гремяха (при перебазировании на аэродром Пинозеро)                                |
| ?-01.04.1944-13.04.1944 | аэродром Пинозеро                                                                                  |
| 13.04.1944-25.04.1944-? | аэродром Африканда                                                                                 |
| ?-10.05.1944-10.07.1944 | аэродром Кондоручей                                                                                |
| 17.06.1944-05.09.1944   | аэродром Сегежа (отдельные эскадрильи в июле-августе базировались на аэродромах Сумеречи и Сопуха) |
| ?-05.07.1944-10.07.1944 | аэродром Сумеречи                                                                                  |
| ?-09.07.1944-04.08.1944 | аэродром Сопуха                                                                                    |
| 05.09.1944-30.09.1944   | аэродром Шонгуй (перелёт с аэродрома Сегежа через аэродромы Лоухи и Африканда)                     |
| 30.09.1944-10.11.1944   | аэродром Ура-Губа                                                                                  |
| 10.11.1944-07.05.1945   | аэродром Луостари                                                                                  |
| 07.05.1945-21.08.1945   | аэродром Шонгуй                                                                                    |
| 21.08.1945-01.06.1946   | аэродром Африканда                                                                                 |